# Schloss Groß-Siegharts

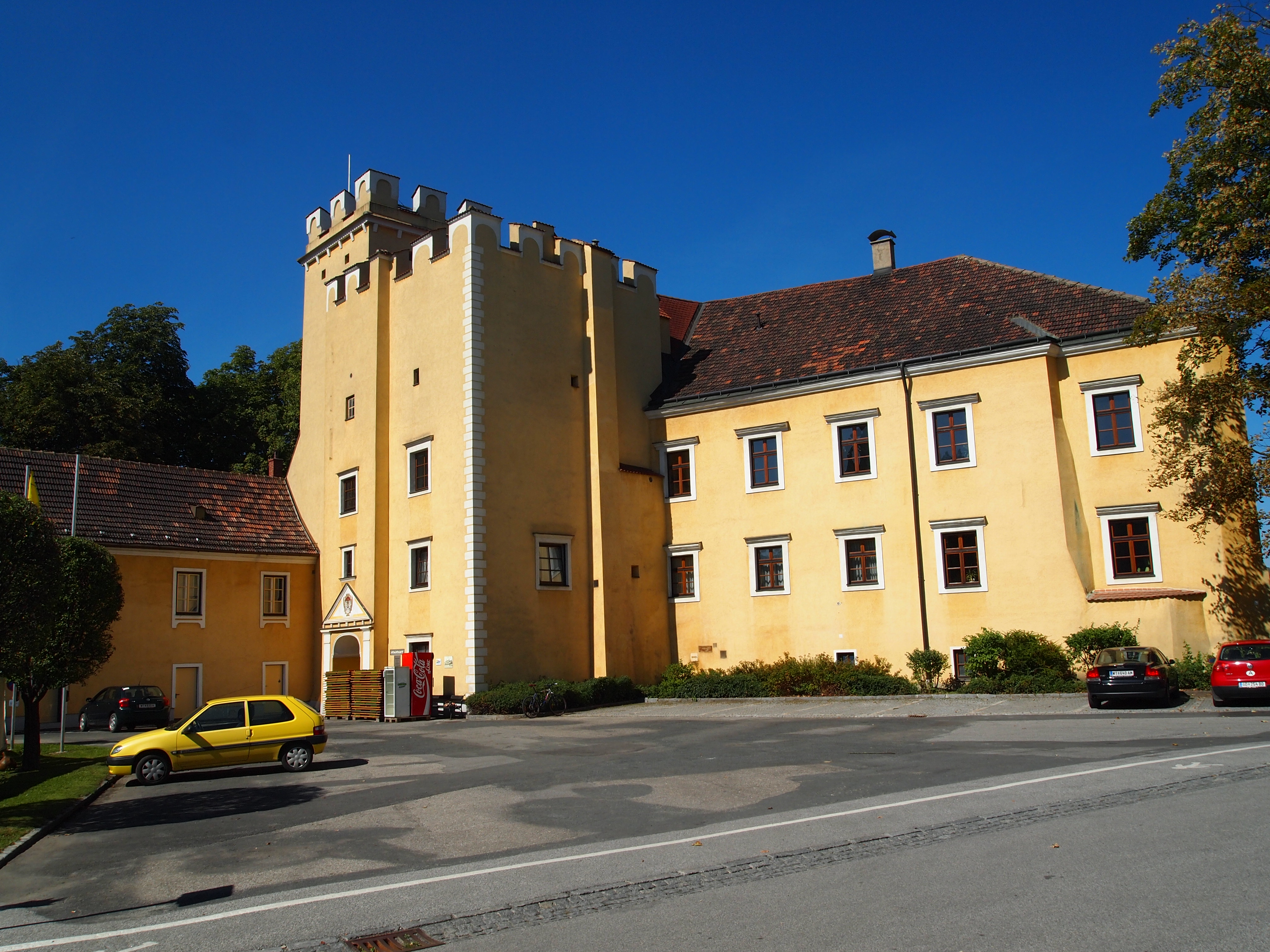
Schloss in Groß-Siegharts

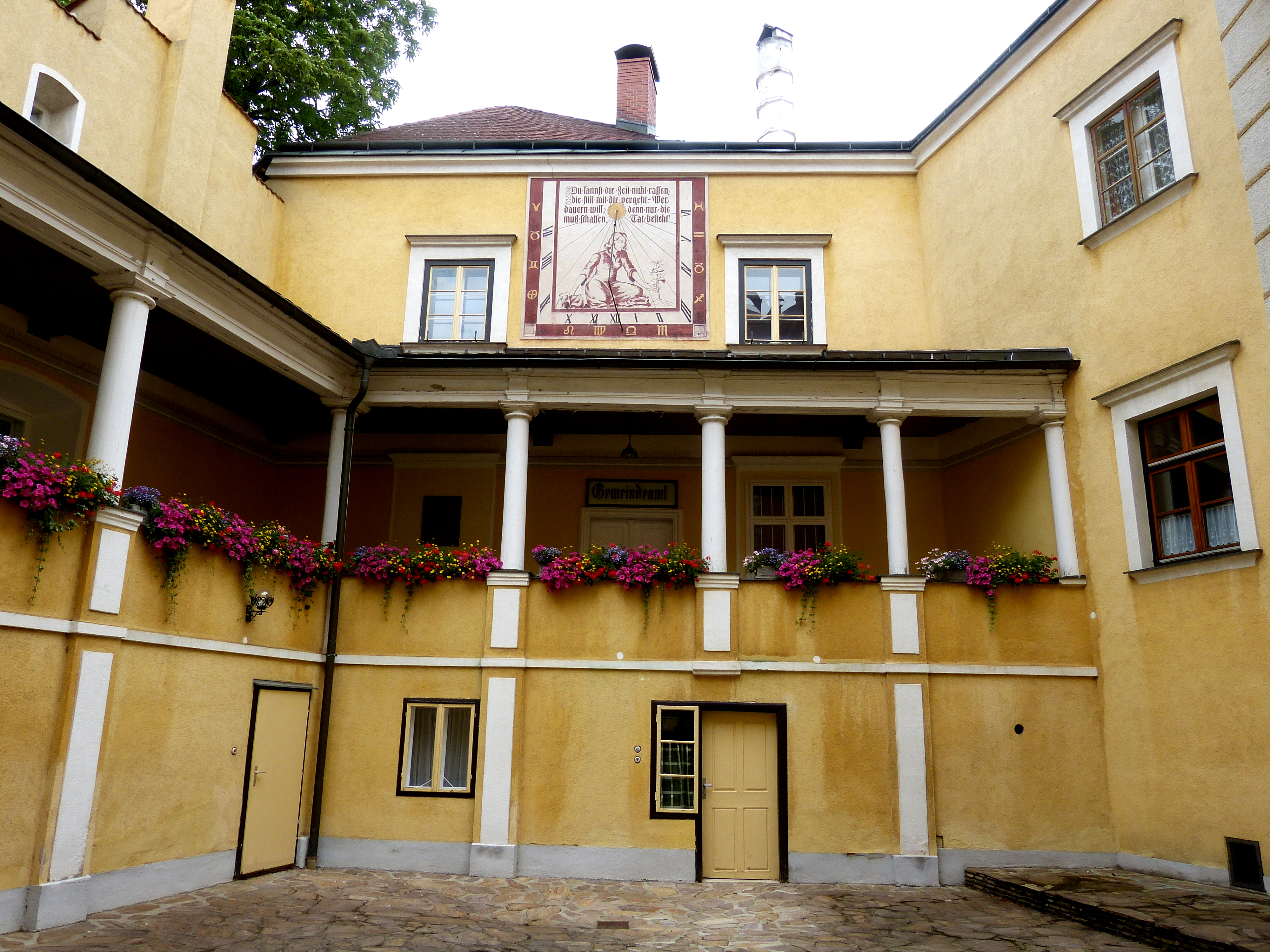
Innenhof

Das Schloss Groß-Siegharts steht erhöht auf einer Geländestufe im Osten über dem Ort der Stadtgemeinde Groß-Siegharts im Bezirk Waidhofen an der Thaya in Niederösterreich. Das Schloss steht unter Denkmalschutz (Listeneintrag).

## Geschichte
Urkundlich 1304 eine Gründung von Weichart auf dem Siegharcz. Danach häufige Besitz Wechsel, wobei die Dachpeck zu Greillenstein und Siegharts und ihre Erben, die Grabner zu Rosenburg zu nennen sind. Mit 1530 mit Christoph von Greißeneck erfolgte ab 1532 Bautätigkeit am Schloss. Um 1570/1580 wurde das Schloss unter den Welzer ausgebaut. 1681 ging das Schloss an die Grafen Mallenthein. Im Zuge der Entwicklung des Marktes zur Industriestadt wurde das Schloss durch Johann Christoph Ferdinand Graf von Mallenthein um 1710/1720 ausgestaltet. Nach dem wirtschaftlichen Rückschlag ging das Schloss 1731 an Graf Karl von Sinzendorf und gehört von 1795 bis 1808 den Edlen von Großer. Mit 1860 ging das Schloss in die Nutzung als Fabrik. 1891 im Besitz der Gemeinde und in der Nutzung als Gemeindeamt. 1896 wurde die Schlosswiese zu einem Park verändert.

## Architektur
Der unregelmäßige vierseitige im Kern mittelalterliche Baukomplex wurde vielfach umgebaut und bildet mit der benachbarten Pfarrkirche Groß-Siegharts den Kern des Inneren Marktes.
Der dreigeschoßige Bau zeigt großteils Renaissance-Fensterstöcke aus dem späten 16. Jahrhundert. In der Nordwestecke steht das sogenannte Renaissance-Stöckl, daran anschließend ein mächtiger quadratischer Bergfried sowie ein niedriger vorspringender und querrechteckiger Torturm mit Zinnenabschlüssen, beide wurden im 16. Jahrhundert ausgebaut, im Torturm befindet sich ein Segmentbogenportal mit Ädikularahmung um 1900.
Am Südtrakt steht die nach Osten vorspringende im Kern mittelalterliche Schlosskapelle. Von der mehrfach gebrochenen Südfront führt eine stumpfwinkelige Überleitung zu dem über einem Geländeabfall aufragenden Nordtrakt, im Westen mit einem Abschluss durch eine Zinnenmauer.
Im Innenhof zeigen die Fassaden Fragmente einer ehemaligen Ortstein- und Fensterrahmungen im Putz, in der Südwestecke steht ein einspringendes Stiegenhaus im Kern aus dem 16. Jahrhundert.
Im Schlossinneren befindet sich ein barocker Aufgang und im Haupttrakt eine Wendeltreppe mit einem spätgotisch gekehlten Handlauf. An der nördlichen Zinnenmauer und im nordöstlichen Zwickel befindet sich eine klassizistische Holzsäulen-Loggia, vorgelegt über einem zeitgleichen Erdgeschoß. Im Erdgeschoß gibt es Stichkappengewölbe aus dem 16. Jahrhundert. Im Westtrakt gibt es eine Durchfahrt mit einem barocken Tonnengewölbe, anschließend ein zweiläufiges barockes Stiegenhaus mit steigenden Tonnen. Im zweiten Geschoß befindet sich ein Renaissance-Türstock zum nordwestlichen Stöckl und einen Kragsturz mit dem Doppelwappen Greißeneck-Dachpeck mit der Inschrift 1532.
Um den Vorhof befinden sich zweigeschoßige Wohntrakte und im Norden und Westen Vorwerke aus dem 16. Jahrhundert. An der Außenfront im Westen befinden sich halbrunde Ecktürme mit Schießscharten.